# Asamblea Nacional de la República de Azerbaiyán
La Asamblea Nacional de la República de Azerbaiyán (en azerí: Azərbaycan Respublikasının Milli Məclisi), también transliterada como Milli Majlis, es la rama legislativa del gobierno en Azerbaiyán. La Asamblea Nacional unicameral tiene 125 diputados: antes eran 100 miembros que fueron elegidos por períodos de cinco años en circunscripciones de un solo asiento y 25 eran miembros elegidos por representación proporcional; A partir de las últimas elecciones, sin embargo, los 125 diputados son devueltos por circunscripciones uninominales. Milli Majlis fue el primer parlamento republicano secular en el mundo musulmán.

## Historia

### República Democrática de Azerbaiyán
Después de la Revolución Rusa en febrero de 1917, se creó un comité especial integrado por diputados de la Duma Estatal de Transcaucasia. En noviembre, el Comisariado Transcaucásico fue creado como el primer gobierno de la Transcaucasia independiente. El Sejm compuesto por representantes de tres naciones no tenía una sólida plataforma política ya que cada nación cuidaba de sus propios intereses. Esto condujo posteriormente a la disolución del Sejm el 25 de mayo de 1918.
El 27 de mayo, 44 diputados musulmanes del Sejm se reunieron en Tbilisi y establecieron el Consejo Nacional de Azerbaiyán para formar el gobierno de Azerbaiyán. Mammad Emin Rasulzade fue elegido su presidente. 
El 28 de mayo, el Consejo Nacional aprobó una resolución proclamando la independencia de la República Democrática de Azerbaiyán. El 16 de junio, el Consejo Nacional y el gobierno de Azerbaiyán se trasladaron a Ganja. En la séptima sesión del consejo en Ganja presidida por Mammad Amin Rasulzade, se decidió disolver el consejo y transferir todo el poder legislativo y ejecutivo al gobierno interino de Azerbaiyán encabezado por Fatali Khan Khoyski. 
Una vez que el gobierno fue establecido, el azerí se convirtió en el idioma oficial del estado. Una de las prioridades del gobierno antes de trasladarse a Bakú fue liberar la capital de la dictadura centrocaspiana entonces en control de la ciudad que tuvo lugar el 15 de septiembre de 1918. El 16 de noviembre, cuando el Consejo Nacional vuelve a reunirse y el 19 de noviembre Rasulzade anuncia que todas las nacionalidades de Azerbaiyán estarán representadas en el Parlamento de Azerbaiyán con 120 diputados.
Por lo tanto, basándose en 24 mil representantes de nacionalidades de Azerbaiyán, el parlamento de Azerbaiyán compuesto de 80 musulmanes, 21 armenios, 10 rusos, 1 alemán y 1 judío se estableció el 29 de noviembre y se convocó el 7 de diciembre de 1918. Así, la primera sesión de El parlamento tuvo lugar en el edificio de la antigua escuela musulmana rusa Zeynalabdin Tagiyev, ubicada en la actual calle Istiglaliyyat de Bakú y presidida por Rasulzade. Alimardan Topchubashov fue elegido Presidente del Parlamento, Hasanbey Agayev - Vicepresidente. 
A finales de 1919, había 11 facciones de partidos políticos diferentes en el parlamento representado por 96 diputados. Durante sus 17 meses de existencia, el parlamento celebró 145 sesiones y la última reunión se convocó el 27 de abril de 1920 en vísperas de la ocupación rusa de Azerbaiyán. Un total de 270 resoluciones fueron patrocinadas, 230 de las cuales fueron aprobadas. Las delegaciones parlamentarias de Azerbaiyán firmaron varios tratados de amistad con Turquía, Irán, Gran Bretaña y Estados Unidos, además de un pacto de defensa con Georgia; Asistió a la Conferencia de Paz de París varias veces pidiendo el reconocimiento de los países occidentales. En enero de 1920, la República Democrática de Azerbaiyán fue reconocida de facto por la Conferencia de Paz.

### Soviet Supremo de la RSS de Azerbaiyán
Durante la última sesión del Parlamento azerbaiyano el 27 de abril de 1920 bajo la presión del 11er Ejército Rojo bolchevique y el ultimátum del Comité Caucásico del Partido Comunista Ruso que invadió Azerbaiyán, los diputados decidieron disolver el gobierno a favor de los bolcheviques para evitar el derramamiento de sangre. Una vez que los bolcheviques asumieron el poder, abolieron todas las estructuras del gobierno de Azerbaiyán y establecieron el Comité Revolucionario Provisional de Azerbaiyán administrado por los comunistas azerbaiyanos Nariman Narimanov, Aliheydar Garayev, Gazanfar Musabekov, Hamid Sultanov y Dadash Bunyadzade. Los bolcheviques disolvieron al ejército de Azerbaiyán, ejecutaron a sus generales y oficiales y nacionalizaron las industrias privadas.
En mayo de 1921, se reunió en Bakú la primera Sesión Soviética de todo el Azerbaiyán formada por diputados recién elegidos de todas las regiones de Azerbaiyán. Los diputados elegidos se basaban principalmente en los trabajadores de fábricas pobres, sin educación y sin preparación, y con los aldeanos, lo que facilitó completar el gobierno desde Moscú. En la primera sesión se estableció el Comité Ejecutivo Central de Azerbaiyán, integrado por 75 miembros y su junta directiva con 13 miembros. De 1921 a 1937, se convocaron nueve sesiones de soviéticos de todo Azerbaiyán. En 1937, durante la novena sesión de los soviéticos azerbaiyanos, se ratificó una nueva Constitución de la República Socialista Soviética de Azerbaiyán y se estableció el nuevo cuerpo legislativo, el Soviet Supremo de la República Socialista Soviética de Azerbaiyán.

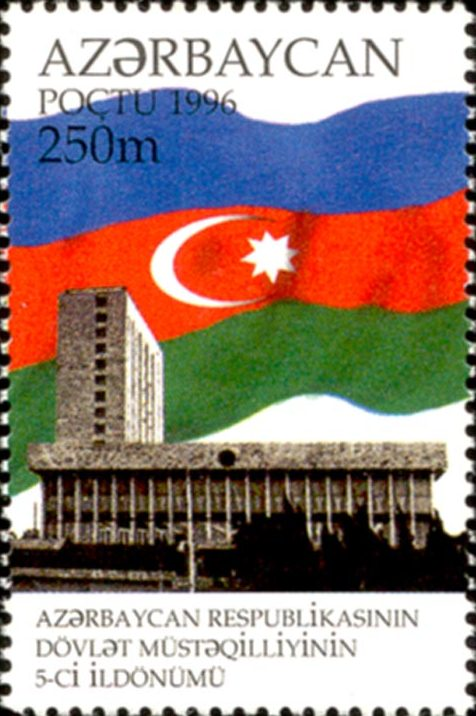
Sello con imagen de la Asamblea Nacional de Azerbaiyán.

Las primeras elecciones del Soviet Supremo tuvieron lugar el 24 de junio de 1938. De los 310 diputados elegidos, 107 eran obreros, 88 colectivos y 115 funcionarios educados. Setenta y dos de los diputados eran mujeres. Debido a la naturaleza autoritaria del régimen soviético, donde la mayoría de las nuevas iniciativas se cumplían como conspiraciones contra el Estado, el parlamento era prácticamente ineficaz. Debido a las múltiples reformas y reestructuraciones en el gobierno de la RSS de Azerbaiyán en los años setenta y ochenta, el papel del Soviet Supremo aumentó. Muchas reformas legislativas incluyendo la ratificación de la nueva Constitución de la RSS de Azerbaiyán de 1977 que tuvieron lugar. Después de las demandas de la RSS de Armenia para transferir la región NKAO de Azerbaiyán a Armenia, el parlamento fue en gran medida pasivo e indiferente. El 18 de octubre de 1991, el Soviet Supremo aprobó una resolución que confirma la restauración de la independencia de Azerbaiyán.

### Parlamento de la República de Azerbaiyán
Las primeras elecciones parlamentarias azerbaiyanas se celebraron a finales de 1990, cuando el Soviet Supremo ya celebró debates sobre la independencia de Azerbaiyán de la Unión Soviética. Las elecciones parlamentarias de 1995 fueron las primeras celebradas tras la restauración de la independencia de Azerbaiyán.
La asamblea está encabezada por su Presidente asistido por el Primer Vicepresidente Adjunto y dos oradores adjuntos. Ogtay Asadov es el actual orador de la asamblea, Ziyafet Asgarov es el Primer Vicepresidente y, Bahar Muradova y Valeh Alasgarov son diputados. El trabajo en el parlamento es administrado por el aparato del parlamento dirigido por Sefa Mirzayev, ayudado por el encargado auxiliar Elkhan Ahmadov. El Aparato del Parlamento está subdividido en la Lista del Departamento de Estado para las Unidades Territoriales y Municipios, y el Departamento del Sector de Codificación.

## Elecciones
Las elecciones al parlamento de la República de Azerbaiyán se designan por el presidente de la República de Azerbaiyán. Las reglas comunes de las elecciones parlamentarias se establecen por la Asamblea Nacional de la República de Azerbaiyán.
En la Asamblea Nacional hay 125 lugares. El período de mandato de los diputados es 5 años. Cada 5 años en el primer domingo del noviembre se celebran las elecciones parlamentarias. En el caso de las operaciones militares, que no permiten celebrar las elecciones, el mandato de la Asamblea Nacional se prolonga hasta el fin de las operaciones militares. 
Cada candidato puede registratse sólo en un distrito. En caso de la salido algún diputado del parlamento se celebran las elecciones nuevas y eligen los diputados para la sustitución de los diputados salientes. Tratándose de un saliente en el período de menos 120 días hasta el fin de mandato del parlamento, las elecciones nuevas para elegir los diputados en lugar de los diputados salientes no se celebran.
| Convocación | Período   | Presidente       | Diputados |
| ----------- | --------- | ---------------- | --------- |
| I           | 1995-2000 | Rasul Guliyev    | 105       |
| II          | 2000-2005 | Murtuz Alasgarov | 125       |
| III         | 2005-2010 | Ogtay Asadov     | 125       |
| IV          | 2010-2015 | Ogtay Asadov     | 125       |
| V           | 2015-2020 | Ogtay Asadov     | 125       |
| VI          | 2020-2025 | Sahiba Qafarova  | 125       |

## Estructura
- Comités

- - Comité de los asuntos de la política legal y construcción estatal
  - Comité de los asuntos de la seguridad y defensa
  - Comité de la política económica
  - Comité de los asuntos de los recursos naturales, energía y ecología
  - Comité de la política agraría
  - Comité de la política social
  - Comité de los asuntos de autogobernanza local
  - Comité de los asuntos de ciencia y educación
  - Comité de los asuntos culturales
  - Comité de los derechos humanos
  - Comité de las relaciones internacionales y intergubernamentales
- Comisión Disciplinaria
- Comisión Cuentaria

## Presidentes de la Asamblea Nacional
- Elmira Gafarova 26 de noviembre de 1991 – 5 de marzo de 1992[4]
- Yagub Mammadov 5 de marzo de 1992 – 18 de mayo de 1992
- Isa Gambar 18 de mayo de 1992 – 13 de junio de 1993
- Heydar Aliyev 24 de junio de 1993 – 5 de noviembre de 1993
- Rasul Guliyev 5 de noviembre de 1993 – 24 de noviembre de 1995
- Rasul Guliyev 24 de noviembre de 1995 – 11 de septiembre de 1996
- Murtuz Alasgarov 16 de octubre de 1996 – 24 de noviembre de 2000
- Murtuz Alasgarov 24 de noviembre de 2000 – 2 de diciembre de 2005
- Ogtay Asadov 2 de diciembre de 2005 – 10 de marzo de 2020
- Sahiba Qafarova 10 de marzo de 2020 – En el cargo